# Roland May (Schauspieler)
Roland May (* 1955) ist ein deutscher Schauspieler, Theaterregisseur und Intendant des Theaters Plauen-Zwickau.

## Leben
May war Mitte bis Ende der 1980er-Jahre Schauspieler und Regisseur am Staatsschauspiel Dresden. Unter anderem inszenierte er 1987 mit dem Maler und Bühnenbildner H.G. Griese Leb wohl Judas von Ireneusz Iredynski. Im selben Jahr spielte May unter Wolfgang Engel den Pozzo in Samuel Becketts Warten auf Godot. Engels Godot-Aufführung war die erste des DDR-Theaters. Neben May spielten Peter Kube, Tom Pauls, Lars Jung und Matthias Nagatis in der Inszenierung. Zur Spielzeit 2009/10 wechselte May als Intendant vom Theater Zittau an das Theater Plauen-Zwickau und übernahm dort die Generalintendanz.

## Wissenswertes
Roland May darf nicht mit dem gleichnamigen Filmregisseur und Autor verwechselt werden.

## Filmografie
- 1980: Armer Ritter (Theateraufzeichnung)
- 2010: SOKO Leipzig: Swinging Leipzig